# Función de flujo
Para flujos tridimensionales con  axisimetría véase función de flujo de Stokes.

Streamlines o líneas con un valor constante de la función de flujo, para un fluido incompresible alrededor de un cilindro circular en un flujo uniforme

La función de flujo se define para un flujo incompresible (libre de divergencia) en dos dimensiones - así como en tres dimensiones con  axisimetría. Las componentes de la velocidad de flujo pueden expresarse como las derivadas de la función de flujo escalar. La función de flujo se puede utilizar para trazar streamlines, que representan las trayectorias de las partículas en un flujo constante. La función de flujo de Lagrange bidimensional fue introducida por Joseph Louis Lagrange en 1781. La función de flujo de Stokes es para flujo tridimensional axisimétrico, y lleva el nombre de George Gabriel Stokes.
Considerando el caso particular de la dinámica de fluidos, la diferencia entre los valores de la función de corriente en dos puntos cualesquiera da el caudal volumétrico (o flujo volumétrico) a través de una línea que une los dos puntos.
Dado que las líneas de corriente son  tangentes al vector velocidad del flujo, el valor de la función de corriente debe ser constante a lo largo de una línea de corriente. La utilidad de la función de flujo reside en el hecho de que las componentes de la velocidad del flujo en las direcciones x - e y - en un punto dado vienen dadas por las derivadas parciales de la función de flujo en ese punto.
Para el flujo potencial bidimensional, las líneas de corriente son perpendiculares a las líneas equipotenciales. Junto con el potencial de velocidad, la función de flujo puede utilizarse para derivar un complejo potencial. En otras palabras, la función de flujo representa la parte solenoidal de una descomposición de Helmholtz bidimensional, mientras que el potencial de velocidad representa la parte irrotacional.

## Función de flujo bidimensional

### Definiciones
.

El flujo de volumen a través de la curva entre los puntos y

Lamb y Batchelor definen la función de flujo {\displaystyle \psi (x,y,t)} para un campo de velocidades de flujo incompresible {\displaystyle (u(t),v(t))} como sigue. Dado un punto {\displaystyle P} y un punto {\displaystyle A},  
{\displaystyle \psi =\int _{A}^{P}\left(u,{\text{d}}y-v\,{\text{d}}x\right)}
es la integral del producto punto del vector velocidad de flujo {\displaystyle (u,v)} y la normal {\displaystyle (+{\text{d}}y,-{\text{d}}x)} al elemento de la curva {\displaystyle ({\text{d}}x,{\text{d}}y).} En otras palabras, la función de flujo {\displaystyle \psi } es el flujo de volumen a través de la curva {\displaystyle AP}. El punto {\displaystyle A} es simplemente un punto de referencia que define donde la función de flujo es idénticamente cero. Un desplazamiento en {\displaystyle A} resulta en añadir una constante a la función de flujo {\displaystyle \psi } en {\displaystyle P}.
Un desplazamiento infinitesimal {\displaystyle \delta P=(\delta x,\delta y)} de la posición {\displaystyle P} resulta en un cambio de la función de flujo:
{\displaystyle \delta \psi =u\,\delta y-v\,\delta x}.
A partir de la diferencial exacta
{\displaystyle \delta \psi ={\frac {\partial \psi }{\partial x}}\,\delta x+{\frac {\partial \psi }{\partial y}}\,\delta y,}
las componentes de la velocidad del flujo en relación con la función de flujo {\displaystyle \psi } tienen que ser
{\displaystyle u={\frac {\partial \psi }{\partial y}},\qquad v=-{\frac {\partial \psi }{\partial x}},}
en cuyo caso satisfacen efectivamente la condición de  divergencia nula resultante de la incompresibilidad del flujo, es decir
{\displaystyle {\frac {\partial u}{\partial x}}+{\frac {\partial v}{\partial y}}=0.}

#### Definición mediante el uso de un potencial vectorial
El signo de la función de flujo depende de la definición utilizada.
Una forma es definir la función de corriente {\displaystyle \psi } para un flujo bidimensional tal que la velocidad de flujo pueda expresarse a través del potencial vectorial. {\displaystyle {\boldsymbol {\psi }}:}
{\displaystyle \mathbf {u} =\nabla \times {\boldsymbol {\psi }}}
Donde {\displaystyle {\boldsymbol {\psi }}=(0,0,\psi )} si el vector velocidad del flujo {\displaystyle \mathbf {u} =(u,v,0)}.
En sistema de coordenadas cartesianas esto equivale a
{\displaystyle u={\frac {\partial \psi }{\partial y}},\qquad v=-{\frac {\partial \psi }{\partial x}}}
Donde {\displaystyle u} y {\displaystyle v} son las componentes de la velocidad del flujo en las direcciones de las coordenadas cartesianas {\displaystyle x} e {\displaystyle y}, respectivamente.

#### Definición alternativa (signo opuesto)
Otra definición (más utilizada en meteorología y oceanografía que la anterior) es
{\displaystyle \mathbf {u} =\mathbf {z} \times \nabla \psi '\equiv \left(-\psi '_{y},\psi '_{x},0\right)},
donde {\displaystyle \mathbf {z} =(0,0,1)} es un vector unitario en la dirección {\displaystyle +z} y los subíndices indican derivadas parciales.
Nótese que esta definición tiene el signo contrario a la dada anteriormente ({\displaystyle \psi '=-\psi }), por lo que tenemos
{\displaystyle u=-{\frac {\partial \psi '}{\partial y}},\qquad v={\frac {\partial \psi '}{\partial x}}}
en coordenadas cartesianas.
Todas las formulaciones de la función de flujo restringen la velocidad para satisfacer la ecuación de continuidad bidimensional exactamente:
{\displaystyle {\frac {\partial u}{\partial x}}+{\frac {\partial v}{\partial y}}=0}
Las dos últimas definiciones de función de flujo están relacionadas a través de la identidad de cálculo vectorial
{\displaystyle \nabla \times \left(\psi \mathbf {z} \right)=\psi \nabla \times \mathbf {z} +\nabla \psi \times \mathbf {z} =\nabla \psi \times \mathbf {z} =\mathbf {z} \times \nabla \psi '.}
Obsérvese que {\displaystyle {\boldsymbol {\psi }}=\psi \mathbf {z} } en este flujo bidimensional.

### Derivación de la función de flujo bidimensional
Consideremos dos puntos A y B en un flujo plano bidimensional. Si la distancia entre estos dos puntos es muy pequeña: δn, y una corriente de flujo pasa entre estos puntos con una velocidad media, q perpendicular a la línea AB, el caudal volumétrico por unidad de espesor, δΨ viene dado por:
{\displaystyle \delta \psi =q\delta n\,}
Como δn → 0, reordenando esta expresión, obtenemos:
{\displaystyle q={\frac {\partial \psi }{\partial n}}\,}
Consideremos ahora un flujo plano bidimensional referido a un sistema de coordenadas. Supongamos que un observador mira a lo largo de un eje arbitrario en la dirección del aumento y ve que el flujo cruza el eje de izquierda a derecha. Se adopta una convención de signos tal que la velocidad del flujo es positiva.

#### Flujo en coordenadas cartesianas
Observando el flujo en un cuadrado elemental en un sistema de coordenadas cartesianas x-y, tenemos:
{\displaystyle {\begin{aligned}\delta \psi &=u\delta y\,\\\delta \psi &=-v\delta x\,\end{aligned}}}
donde u es la velocidad del flujo paralela al eje x y en su dirección, y v es la velocidad del flujo paralela al eje y y en su dirección. Así, como δn → 0 y reordenando, tenemos:
{\displaystyle {\begin{aligned}u&={\frac {\partial \psi }{\partial y}}\,\\v&=-{\frac {\partial \psi }{\partial x}}\,\end{aligned}}}

### Continuidad: la derivación
Consideremos un flujo plano bidimensional dentro de un sistema de coordenadas cartesianas. La Continuidad establece que si consideramos un flujo incompresible en un cuadrado elemental, el flujo que entra en ese pequeño elemento debe ser igual al flujo que sale de ese elemento.
El flujo total hacia el elemento viene dado por:
{\displaystyle \delta \psi _{\text{in}}=u\delta y+v\delta x.}
El flujo total de salida del elemento viene dado por:
{\displaystyle \delta \psi _{\text{out}}=\left(u+{\frac {\partial u}{\partial x}}\delta x\right)\delta y+\left(v+{\frac {\partial v}{\partial y}}\delta y\right)\delta x.\,}
Así tenemos:
{\displaystyle {\begin{aligned}\delta \psi _{\text{in}}&=\delta \psi _{\text{out}}\,\\u\delta y+v\delta x&=\left(u+{\frac {\partial u}{\partial x}}\delta x\right)\delta y+\left(v+{\frac {\partial v}{\partial y}}\delta y\right)\delta x\,\end{aligned}}}
y simplificando a:
{\displaystyle {\frac {\partial u}{\partial x}}+{\frac {\partial v}{\partial y}}=0.}
Sustituyendo las expresiones de la función de flujo en esta ecuación, tenemos:
{\displaystyle {\frac {\partial ^{2}\psi }{\partial x\partial y}}-{\frac {\partial ^{2}\psi }{\partial y\partial x}}=0.}

### Vorticidad
La función de corriente puede hallarse a partir de la vorticidad mediante la siguiente ecuación de Poisson:
{\displaystyle \nabla ^{2}\psi =-\omega }
o
{\displaystyle \nabla ^{2}\psi '=+\omega }
donde el vector vorticidad {\displaystyle {\boldsymbol {\omega }}=\nabla \times \mathbf {u} } - definido como el rotacional del vector velocidad del flujo {\displaystyle \mathbf {u} } - para este flujo bidimensional tiene {\displaystyle {\boldsymbol {\omega }}=(0,0,\omega ),} i. es decir, sólo el componente {\displaystyle z} {\displaystyle \omega } puede ser distinto de cero.

#### Prueba de que un valor constante de la función de flujo corresponde a una línea de flujo
Considere un flujo plano bidimensional dentro de un sistema de coordenadas cartesianas. Consideremos dos puntos infinitesimalmente próximos {\displaystyle P=(x,y)} y {\displaystyle Q=(x+dx,y+dy)}. Por cálculo tenemos que
{\displaystyle {\begin{aligned}&\psi (x+dx,y+dy)-\psi (x,y)\\={}&{\partial \psi  \over \partial x}dx+{\partial \psi  \over \partial y}dy\\={}&\nabla \psi \cdot d{\boldsymbol {r}}\end{aligned}}}
Digamos que {\displaystyle \psi } toma el mismo valor, digamos {\displaystyle C}, en los dos puntos {\displaystyle P} y {\displaystyle Q}, entonces {\displaystyle d{\boldsymbol {r}}} es tangente a la curva {\displaystyle \psi =C} en {\displaystyle P} y
{\displaystyle 0=\psi (x+dx,y+dy)-\psi (x,y)=\nabla \psi \cdot d{\boldsymbol {r}}}
lo que implica que el vector {\displaystyle \nabla \psi } es normal a la curva {\displaystyle \psi =C}. Si podemos demostrar que en todas partes {\displaystyle {\boldsymbol {u}}\cdot \nabla \psi =0}, utilizando la fórmula para {\displaystyle {\boldsymbol {u}}} en términos de {\displaystyle \psi }, entonces habremos demostrado el resultado. Esto se deduce fácilmente,
{\displaystyle {\boldsymbol {u}}\cdot \nabla \psi ={\partial \psi  \over \partial y}{\partial \psi  \over \partial x}+\left(-{\partial \psi  \over \partial x}\right){\partial \psi  \over \partial y}=0.}

#### Propiedades de la función flujo
1. La función de flujo {\displaystyle \psi } es constante a lo largo de cualquier línea de flujo.
2. Para un flujo continuo (sin fuentes ni sumideros), el caudal volumétrico a través de cualquier trayectoria cerrada es igual a cero.
3. Para dos patrones de flujo incompresible, la suma algebraica de las funciones de flujo es igual a otra función de flujo obtenida si los dos patrones de flujo se superponen.
4. La tasa de cambio de la función de corriente con la distancia es directamente proporcional a la componente de velocidad perpendicular a la dirección de cambio.